# Sebastián (Texas)
Sebastián es un lugar designado por el censo ubicado en el condado de Willacy en el estado estadounidense de Texas. En el Censo de 2010 tenía una población de 1917 habitantes y una densidad poblacional de 442,94 personas por km².

## Geografía
Sebastián se encuentra ubicado en las coordenadas 26°20′43″N 97°47′47″O / 26.34528, -97.79639. Según la Oficina del Censo de los Estados Unidos, Sebastián tiene una superficie total de 4.33 km², de la cual 4.32 km² corresponden a tierra firme y (0.18%) 0.01 km² es agua.

## Demografía
Según el censo de 2010, había 1917 personas residiendo en Sebastián. La densidad de población era de 442,94 hab./km². De los 1917 habitantes, Sebastián estaba compuesto por el 85.71% blancos, el 0.57% eran afroamericanos, el 0.16% eran amerindios, el 0% eran asiáticos, el 0% eran isleños del Pacífico, el 11.63% eran de otras razas y el 1.93% pertenecían a dos o más razas. Del total de la población el 94.57% eran hispanos o latinos de cualquier raza.